# Витаутас (имя)
Витаутас (историческая форма рус. Витовт) — литовское имя, второе по распространённости среди мужчин в Литве. Возможно, происходит от литовских слов «išvýdo» («он увидел») и «tautá» («народ»).
Женская форма — Витауте (лит. Vytautė). Именины — 5 января. Данное имя достаточно популярно в современной Литве.

## Распространённость имени
Витаутас является вторым по распространённости мужским именем в Литве, на первом месте Йонас.

## Формы имени в других языках
- Польская, латинская и немецкая форма имени — Witold. Достаточно популярно имя и в современной Польше.
- Русская форма — Витовт, производная фамилия — Витовтов.
- Белорусская форма — Ві́таўт.